# Crocus flavus
Crocus flavus es una especie de planta fanerógama del género Crocus perteneciente a la familia de las Iridaceae. Es originaria de  Grecia, la ex Yugoslavia, Bulgaria, Rumania y el noroeste de Turquía.

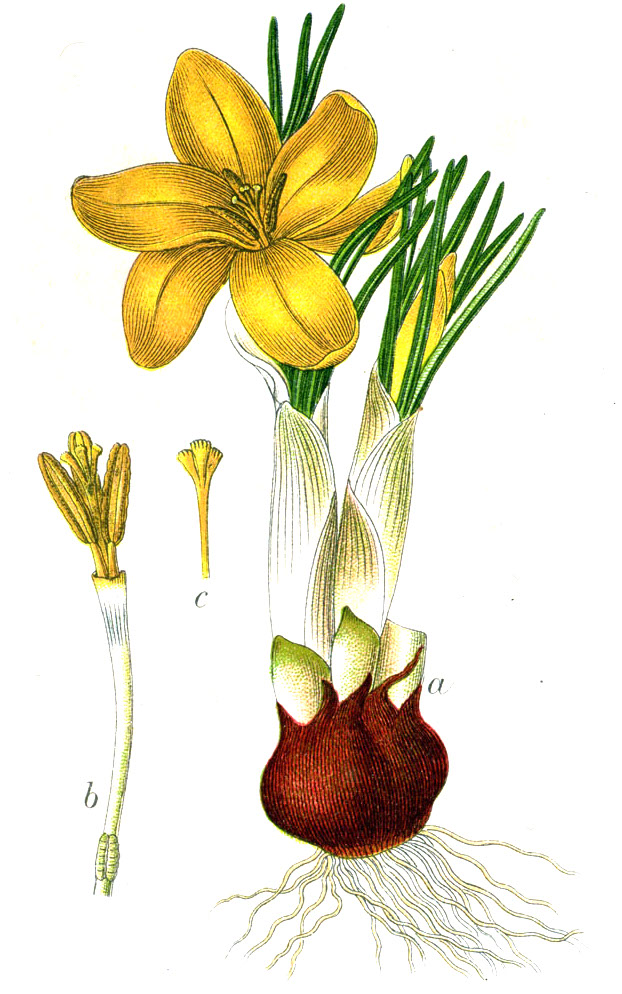
Ilustración

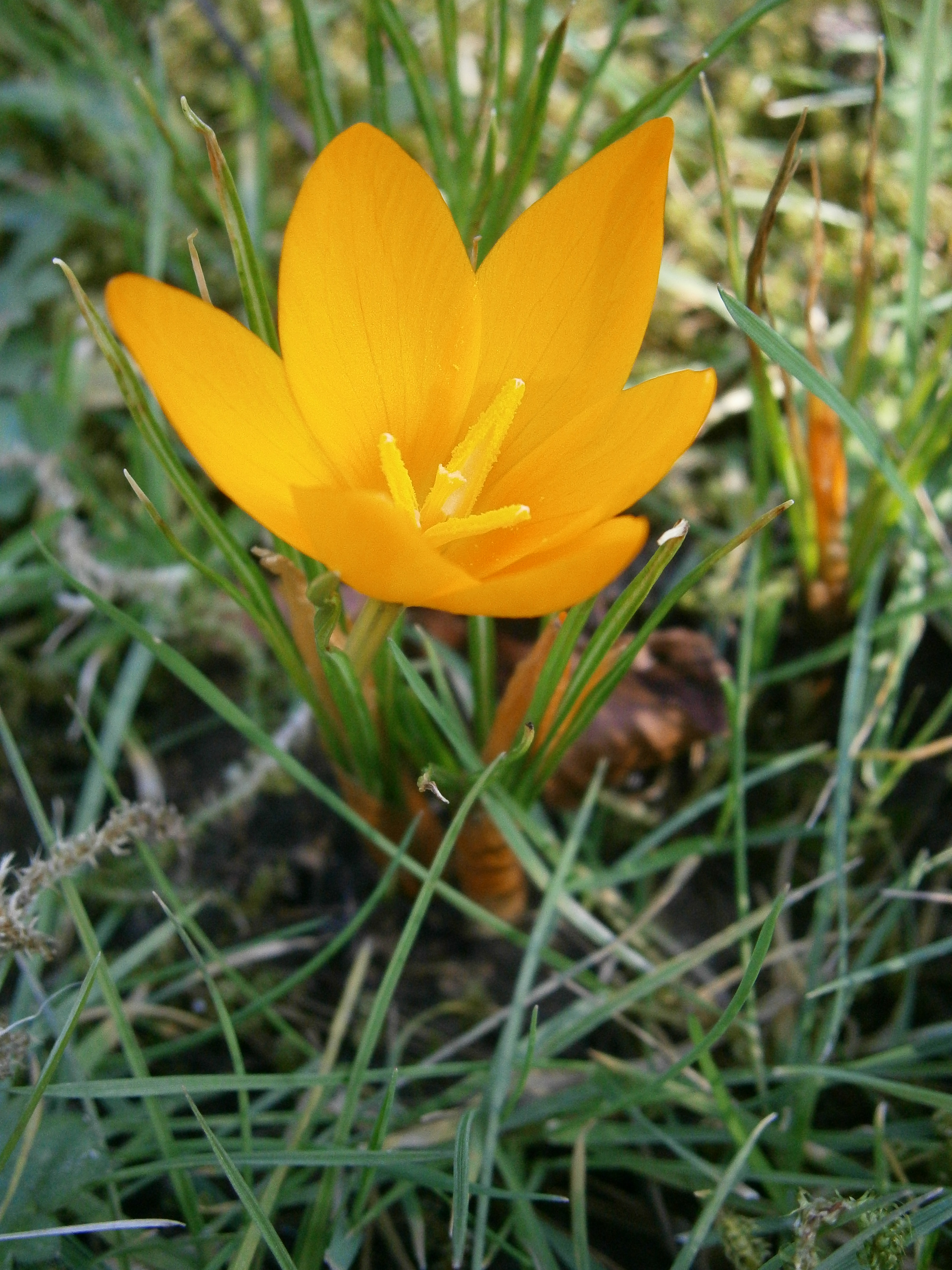
Vista de la planta en flor

## Descripción
Crocus flavus tiene flores de color amarillo anaranjado brillante fragantes que se asemejan a un incendio. Es un pequeño azafrán de 6,5 cm, a pesar de los nombres de algunos cultivares, en comparación con las azafranes holandeses gigantes (Crocus vernus). Sus variedades son utilizadas como plantas ornamentales . 
C. flavus naturaliza bien en el jardín, y sus variedades se utilizan como plantas ornamentales. La subespecie C. flavus subsp. flavus ha ganado el Award of Garden Merit de la Royal Horticultural Society.

## Distribución y hábitat
Crocus flavus crece silvestre en las laderas de Grecia, la ex Yugoslavia, Bulgaria, Rumania y el noroeste de Turquía, Esta es una especie salvaje, o típica, es uno de los padres del azafrán amarillo que a principios de primavera se cultiva comúnmente conocido como Crocus × luteus 'Golden Yellow' (sin. 'holandés amarillo "," Mammoth Amarillo'). El otro padre de la forma del jardín se cree que han sido Crocus angustifolius. Tanto Crocus flavus y 'Golden Yellow' son excelentes plantas de jardín en los climas templados, con la floración a finales del invierno.

## Taxonomía
Crocus flavus fue descrita por Richard Weston y publicado en Bot. Univ. 2: 237 1771.
Etimología
Crocus: nombre genérico que deriva de la palabra griega:
κρόκος ( krokos ). Esta, a su vez, es probablemente una palabra tomada de una lengua semítica, relacionada con el hebreo כרכום karkom, arameo ܟܟܘܪܟܟܡܡܐ kurkama y árabe كركم kurkum, lo que significa " azafrán "( Crocus sativus ), "azafrán amarillo" o la cúrcuma (ver Curcuma). La palabra en última instancia se remonta al sánscrito kunkumam (कुङ्कुमं) para "azafrán" a menos que sea en sí mismo descendiente de la palabra semita.
flavus: epíteto latíno que significa "de color amarillo".
Variedad aceptada
- Crocus flavus subsp. dissectus T.Baytop & B.Mathew

Sinonimia
- Crocus aureus Sm.
- Crocus aureus Sibth. & Sm.
- Crocus floribundus Haw.
- Crocus lacteus Sabine
- Crocus lageniflorus Salisb.
- Crocus luteus Lam.
- Crocus mesiacus Pasq.
- Crocus penicillatus (Sabine) Steud. ex Baker
- Crocus sulphureus Ker Gawl.[10][11]